# Forte Tombion
Il forte Tombion è una delle prime fortificazioni del sistema difensivo italiano che fu edificato non appena il Veneto fu annesso al Regno d'Italia, nel 1866, ovvero dopo la fine della terza guerra d'indipendenza. Il forte si trova nella parte settentrionale del Canale di Brenta, ad un chilometro circa da Cismon del Grappa (VI), con la funzione di sbarrare la principale arteria stradale.

## Collocazione geografica

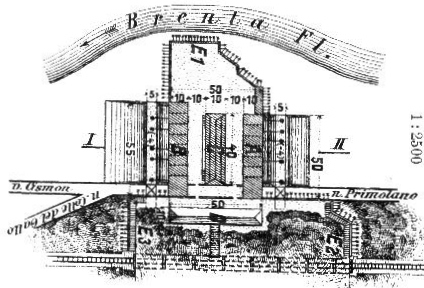
Piantina del forte

Il valico è sempre stato nei secoli, per la sua importanza morfologica, un punto strategico militare. In questa zona furono costruite diverse opere militari. Ci sono notizie che nel 1260 fu un presidio militare del conte Vescovo di Feltre; nel 1322 il territorio fu proprietà di Cangrande della Scala; nel 1337 passò sotto il controllo dei conti del Tirolo. Successivamente si alternano le proprietà: dai Carraresi di Padova, ai Visconti di Milano, da Feltre a Bassano del Grappa. Dopo la guerra della Lega di Cambrai (1508–1515) fu assegnato a Feltre.
Tra la fine dell'Ottocento e i primi del Novecento, quando l'attuale provincia di Trento era sottomessa all'Impero d'Austria, venne costruito un sistema difensivo, chiamato sbarramento Brenta-Cismon, formato dal forte Tombion, la tagliata del Covolo di S. Antonio, il forte Tagliata della Scala, il forte Tagliata delle Fontanelle, il forte Leone, il forte Cima Lan, il forte Lisser e il forte Coldarco. Facevano parte di questo sistema altre sette postazioni occasionali d'artiglieria di vario calibro e numerose strade e mulattiere militari.

## Storia
Il forte è stato uno degli elementi costitutivi del sistema di difesa e di controllo militare tra le valli della Valsugana e quella del Canale di Brenta. Il valico è posizionato nella strettoia formata nel ricongiungimento tra le valli fatta dal fiume Brenta, tra Cismon del Grappa e la sua frazione di Primolano e la vicina frazione di Fastro, posta a cavallo tra le province di Vicenza (Fastro Bassanese) e Belluno. Nei pressi si trovava un'antica fortificazione, il Covolo di Butistone, che aveva difeso tale valle nei secoli precedenti.
Forte Tombion fu invece costruito tra il 1884 e il 1885 come classica tagliata stradale e fu la più antica opera permanente dello "sbarramento Brenta-Cismon" progettato dal Regio Esercito Italiano. Fu parzialmente ristrutturato nel 1911 in seguito alla conclusione dei lavori sulla linea ferroviaria Trento-Venezia integrando quest'ultima nella tagliata con la costruzione di una galleria ferroviaria in parte naturale e in parte artificiale con delle porte blindate alle due uscite.
All'entrata dell'Italia nella prima guerra mondiale nel maggio 1915 divenne subito obsoleto in quanto il fronte, a causa del ritiro dell'esercito austro-ungarico su posizioni valutate meglio difendibili, si era spostato molto al di fuori della portata delle sue artiglierie. Solo durante la Strafexpedition nella primavera del 1916 riacquistò una breve importanza strategica in quanto i comandi italiani temevano una possibile penetrazione dell'Imperial Regio Esercito attraverso l'Altopiano di Asiago nel Canale di Brenta, che comportò il totale orientamento delle artigliere rimaste verso il fronte meridionale del forte. Durante la controffensiva italiana fu utilizzato brevemente come carcere militare per disertori.
Dopodiché perse rapidamente ogni importanza strategica, fu disarmato e la guarnigione spostata in altre zone. Fino alla rotta di Caporetto fu utilizzato come semplice posto di controllo stradale presidiato da alcuni carabinieri. Durante il ritiro delle truppe italiane nel novembre 1917 su una nuova linea di difesa, furono piazzate delle cariche per farlo saltare in aria; l'operazione riuscì solo parzialmente nella mattina del 13 novembre 1917 a causa di alcuni inneschi bagnati. Nel frattempo era già sotto il tiro di una mitragliatrice di una pattuglia austriaca, costringendo la retroguardia ad abbandonare completamente l'opera che in seguito fu occupata dall'esercito austro-ungarico.
L'esercito imperiale lo utilizzò come posto di medicazione per il vicino fronte sul monte Grappa e lo chiamò forte Piovega di Sotto. Nell'ultimo anno di guerra fu bombardato più volte dalle artiglierie italiane e nella tarda primavera del 1918 uno di questi bombardamenti colpì un treno di munizioni fermo davanti alla galleria sud provocando una forte esplosione e il crollo del portone sud del forte. Il 3 novembre 1918 fu di nuovo occupato dagli italiani in avanzamento verso Trento.
Durante la seconda guerra mondiale il forte fu utilizzato, dopo l'8 settembre 1943, dall'organizzazione Todt come deposito di esplosivi.
Negli anni '70 e '80 del XX secolo fu in parte demolito con il successivo allargamento della strada statale della Valsugana.

### Sabotaggio del Tombion
La notte del 7 giugno 1944 ci fu il "sabotaggio del Tombion", un piano d'attacco, sollecitato dal SOE (Special Operations Executive) britannico, ma dettagliatamente organizzato dal partigiano "Bruno". Tale azione prevedeva l'interruzione della linea ferroviaria della Valsugana, che a causa dei bombardamenti degli alleati sulla principale linea ferroviaria del Brennero, aveva assunto un ruolo sempre più importante per l'esercito tedesco.
Il forte fu conquistato, su ordine del comando delle Forze Alleate, da una pattuglia di partigiani della Brigata "Antonio Gramsci" operante a Feltre, comandata da Paride Brunetti (il compagno comandante "Bruno"). Tutto l'esplosivo che il forte conteneva fu trasportato all'interno della galleria della vicina ferrovia e fatto brillare, comprese anche granate della grande guerra. L'esplosione provocò l'interruzione della ferrovia tra Bassano del Grappa e Trento per diversi giorni.
Il sabotaggio fu considerato una delle più importanti azioni militari partigiane di tutta Europa.

## Armamento
All'inizio l'opera era armata con:
- 10 obici da 15 GRC/ret, 5 sul fronte nord e 5 sul fronte sud;
- 4 mortai da 15 AR/ret;
- 2 cannoni da 9 ARC per la difesa dei fossati.[11]

Nel 1911 l'armamento si era ridotto a:
- 4 cannoni da 75A sul fronte nord in direzione Primolano;
- 2 mortai da 149;
- 4 mitragliatrici Gardner Mod. 1886 da utilizzare a seconda delle necessità sia sul lato nord che su quello sud.[12]

## Struttura
Il forte è stato costruito con conci calcarei squadrati, prelevati nelle vicinanze e aveva la funzione di tagliata stradale, impedendo l'accesso tramite dei portoni. Questo si sviluppava su due livelli, prevalentemente in lunghezza, seguendo il profilo della vallata, e risalendone le pendici per circa 50 metri.
Nei lavori per ammodernare, quindi allargare, la sede stradale e la rete ferroviaria, parte del forte è andata distrutta.
Oggi il forte è di proprietà privata.